# Jörg Milack
Jörg Milack (ur. 28 lipca 1944) – niemiecki lekkoatleta, skoczek o tyczce. W czasie swojej kariery startował w barwach Niemieckiej Republiki Demokratycznej.
Zdobył brązowy medal w skoku o tyczce na europejskich igrzyskach halowych w 1968 w Madrycie; wyprzedzili go jedynie jego kolega z reprezentacji NRD Wolfgang Nordwig oraz Hennadij Błyznecow ze Związku Radzieckiego.
Bär był wicemistrzem NRD w skoku o tyczce w 1967 oraz brązowym medalistą w 1968. W hali był wicemistrzem NRD w tej konkurencji w 1968.
Jego rekord życiowy w skoku o tyczce wynosił 5,06 m. Został ustanowiony 28 sierpnia 1968 w Berlinie. Reprezentował klub SC Dynamo Berlin.